# Philippines Songs
La Philippines Songs è la classifica dei brani musicali più venduti e riprodotti in streaming nelle Filippine, lanciata il 15 febbraio 2022 e redatta settimanalmente da Billboard.
La classifica, contemplante i dati di riproduzione in streaming e di vendite digitali fornite dalla Luminate Data, raggruppa le venticinque canzoni più popolari a livello nazionale nel paese asiatico.

## Singoli al numero uno

### 2022
| Settimana         | Artista                 | Brano                                   | Note   |
| ----------------- | ----------------------- | --------------------------------------- | ------ |
| 19 febbraio 2022  | Zack Tabudlo            | Pano                                    | [ 2 ]  |
| 26 febbraio 2022  | Zack Tabudlo            | Pano                                    | [ 3 ]  |
| 5 marzo 2022      | Zack Tabudlo            | Pano                                    | [ 4 ]  |
| 12 marzo 2022     | Zack Tabudlo            | Pano                                    | [ 5 ]  |
| 19 marzo 2022     | Zack Tabudlo            | Pano                                    | [ 6 ]  |
| 26 marzo 2022     | Zack Tabudlo            | Pano                                    | [ 7 ]  |
| 2 aprile 2022     | Zack Tabudlo            | Pano                                    | [ 8 ]  |
| 9 aprile 2022     | Zack Tabudlo            | Pano                                    | [ 9 ]  |
| 16 aprile 2022    | Zack Tabudlo            | Pano                                    | [ 10 ] |
| 23 aprile 2022    | Zack Tabudlo            | Pano                                    | [ 11 ] |
| 30 aprile 2022    | Zack Tabudlo            | Pano                                    | [ 12 ] |
| 7 maggio 2022     | Anees                   | Sun and Moon                            | [ 13 ] |
| 14 maggio 2022    | Anees                   | Sun and Moon                            | [ 14 ] |
| 21 maggio 2022    | Anees                   | Sun and Moon                            | [ 15 ] |
| 28 maggio 2022    | Anees                   | Sun and Moon                            | [ 16 ] |
| 4 giugno 2022     | Anees                   | Sun and Moon                            | [ 17 ] |
| 11 giugno 2022    | Troye Sivan             | Angel Baby                              | [ 18 ] |
| 18 giugno 2022    | Troye Sivan             | Angel Baby                              | [ 19 ] |
| 25 giugno 2022    | BTS                     | Yet to Come (The Most Beautiful Moment) | [ 20 ] |
| 2 luglio 2022     | Joji                    | Glimpse of Us                           | [ 21 ] |
| 9 luglio 2022     | Charlie Puth e Jungkook | Left and Right                          | [ 22 ] |
| 16 luglio 2022    | Charlie Puth e Jungkook | Left and Right                          | [ 23 ] |
| 23 luglio 2022    | Charlie Puth e Jungkook | Left and Right                          | [ 24 ] |
| 30 luglio 2022    | Charlie Puth e Jungkook | Left and Right                          | [ 25 ] |
| 6 agosto 2022     | Charlie Puth e Jungkook | Left and Right                          | [ 26 ] |
| 13 agosto 2022    | Charlie Puth e Jungkook | Left and Right                          | [ 27 ] |
| 20 agosto 2022    | Charlie Puth e Jungkook | Left and Right                          | [ 28 ] |
| 27 agosto 2022    | Charlie Puth e Jungkook | Left and Right                          | [ 29 ] |
| 3 settembre 2022  | Blackpink               | Pink Venom                              | [ 30 ] |
| 10 settembre 2022 | Blackpink               | Pink Venom                              | [ 31 ] |
| 17 settembre 2022 | Blackpink               | Pink Venom                              | [ 32 ] |
| 24 settembre 2022 | Blackpink               | Pink Venom                              | [ 33 ] |
| 1º ottobre 2022   | Blackpink               | Shut Down                               | [ 34 ] |
| 8 ottobre 2022    | Blackpink               | Shut Down                               | [ 35 ] |
| 15 ottobre 2022   | Blackpink               | Shut Down                               | [ 36 ] |
| 22 ottobre 2022   | Adie e Janine Berdin    | Mahika                                  | [ 37 ] |
| 29 ottobre 2022   | Adie e Janine Berdin    | Mahika                                  | [ 38 ] |
| 5 novembre 2022   | Taylor Swift            | Anti-Hero                               | [ 39 ] |
| 12 novembre 2022  | Taylor Swift            | Anti-Hero                               | [ 40 ] |
| 19 novembre 2022  | Taylor Swift            | Anti-Hero                               | [ 41 ] |
| 26 novembre 2022  | Taylor Swift            | Anti-Hero                               | [ 42 ] |
| 3 dicembre 2022   | Taylor Swift            | Anti-Hero                               | [ 43 ] |
| 10 dicembre 2022  | Taylor Swift            | Anti-Hero                               | [ 44 ] |
| 17 dicembre 2022  | Taylor Swift            | Anti-Hero                               | [ 45 ] |
| 24 dicembre 2022  | Taylor Swift            | Anti-Hero                               | [ 46 ] |
| 31 dicembre 2022  | Taylor Swift            | Anti-Hero                               | [ 47 ] |

### 2023
| Settimana         | Artista                    | Brano                               | Note   |
| ----------------- | -------------------------- | ----------------------------------- | ------ |
| 7 gennaio 2023    | SZA                        | Kill Bill                           | [ 48 ] |
| 14 gennaio 2023   | SZA                        | Kill Bill                           | [ 49 ] |
| 21 gennaio 2023   | SZA                        | Kill Bill                           | [ 50 ] |
| 28 gennaio 2023   | SZA                        | Kill Bill                           | [ 51 ] |
| 4 febbraio 2023   | Miley Cyrus                | Flowers                             | [ 52 ] |
| 11 febbraio 2023  | Miley Cyrus                | Flowers                             | [ 53 ] |
| 18 febbraio 2023  | SZA                        | Kill Bill                           | [ 54 ] |
| 25 febbraio 2023  | SZA                        | Kill Bill                           | [ 55 ] |
| 4 marzo 2023      | SunKissed Lola             | Pasilyo                             | [ 56 ] |
| 11 marzo 2023     | The Weeknd e Ariana Grande | Die for You                         | [ 57 ] |
| 18 marzo 2023     | The Weeknd e Ariana Grande | Die for You                         | [ 58 ] |
| 25 marzo 2023     | The Weeknd e Ariana Grande | Die for You                         | [ 59 ] |
| 1º aprile 2023    | The Weeknd e Ariana Grande | Die for You                         | [ 60 ] |
| 8 aprile 2023     | Dilaw                      | Uhaw                                | [ 61 ] |
| 15 aprile 2023    | Dilaw                      | Uhaw                                | [ 62 ] |
| 22 aprile 2023    | Dilaw                      | Uhaw                                | [ 63 ] |
| 29 aprile 2023    | Dilaw                      | Uhaw                                | [ 64 ] |
| 6 maggio 2023     | Dilaw                      | Uhaw                                | [ 65 ] |
| 13 maggio 2023    | Dilaw                      | Uhaw                                | [ 66 ] |
| 20 maggio 2023    | Dilaw                      | Uhaw                                | [ 67 ] |
| 27 maggio 2023    | Dilaw                      | Uhaw                                | [ 68 ] |
| 3 giugno 2023     | Dilaw                      | Uhaw                                | [ 69 ] |
| 10 giugno 2023    | Dilaw                      | Uhaw                                | [ 70 ] |
| 17 giugno 2023    | Miley Cyrus                | Angels like You                     | [ 71 ] |
| 24 giugno 2023    | Miley Cyrus                | Angels like You                     | [ 72 ] |
| 1º luglio 2023    | Miley Cyrus                | Angels like You                     | [ 73 ] |
| 8 luglio 2023     | Miley Cyrus                | Angels like You                     | [ 74 ] |
| 15 luglio 2023    | Taylor Swift               | Cruel Summer                        | [ 75 ] |
| 22 luglio 2023    | Taylor Swift               | Back to December (Taylor's Version) | [ 76 ] |
| 29 luglio 2023    | Jung Kook feat. Latto      | Seven                               | [ 77 ] |
| 5 agosto 2023     | Jung Kook feat. Latto      | Seven                               | [ 78 ] |
| 12 agosto 2023    | Jung Kook feat. Latto      | Seven                               | [ 79 ] |
| 19 agosto 2023    | Jung Kook feat. Latto      | Seven                               | [ 80 ] |
| 26 agosto 2023    | Jung Kook feat. Latto      | Seven                               | [ 81 ] |
| 2 settembre 2023  | Jung Kook feat. Latto      | Seven                               | [ 82 ] |
| 9 settembre 2023  | Jung Kook feat. Latto      | Seven                               | [ 83 ] |
| 16 settembre 2023 | Jung Kook feat. Latto      | Seven                               | [ 84 ] |
| 23 settembre 2023 | Jung Kook feat. Latto      | Seven                               | [ 85 ] |
| 30 settembre 2023 | Jung Kook feat. Latto      | Seven                               | [ 86 ] |